# Will Payne
Will Payne (ur. 19 czerwca 1989 w Bristol) – brytyjski aktor filmowy i telewizyjny.
Jest młodszym bratem aktora Toma Payne'a.

## Filmografia

### aktor
- Postrach nocy 2 (film 2013) jako Charley Brewster
- Mariah Mundi i Midas Box (2013)
- Elfie Hopkins (2012) jako Elliot Gammon
- Poszukiwacz przygód: Klątwa skrzyni Midasa (2013)

### producent
- 10 Years of Tomb Raider: A GameTap Retrospective (2008)

### scenarzysta
- 10 Years of Tomb Raider: A GameTap Retrospective (2008)